# Svenska folk, du borde tacka
Svenska folk, du borde tacka är en psalm med text och musik från 1952 av Lewi Pethrus.

## Publicerad i
- Segertoner 1988 som nr 625 under rubriken "Tillsammans i världen".[1]